# Fórmula d'Heró

Un triangle amb costats a, b, i c.

La fórmula d'Heró és un mètode de calcular l'àrea del triangle a partir de les longituds dels costats. És d'una gran utilitat pràctica quan hi ha elements físics que impedeixen de poder mesurar-ne l'altura i només tenim accés a mesurar-ne la llargada dels costats.
Si a, b i c són les longituds dels costats, l'àrea del triangle serà:{\displaystyle A={\sqrt {s\left(s-a\right)\left(s-b\right)\left(s-c\right)}}}
on s és el semiperímetre del triangle:
{\displaystyle s={\frac {a+b+c}{2}}.}
La fórmula d'Heró també es pot escriure així:
{\displaystyle A={\ {\sqrt {(a+b+c)(a+b-c)(b+c-a)(c+a-b)\,}}\  \over 4}}
{\displaystyle A={\ {\sqrt {2(a^{2}b^{2}+a^{2}c^{2}+b^{2}c^{2})-(a^{4}+b^{4}+c^{4})\,}}\  \over 4}}
{\displaystyle A={\ {\sqrt {(a^{2}+b^{2}+c^{2})^{2}-2(a^{4}+b^{4}+c^{4})\,}}\  \over 4}.}

## Història
La fórmula s'atribueix a Heró d'Alexandria, i se'n pot trobar una demostració al seu llibre, Mètrica, escrit el A.D. 60. S'ha suggerit que Arquimedes coneixia la fórmula, i com que Mètrica és una col·lecció del coneixement matemàtic disponible al món antic, és possible que la fórmula fos prèvia a la referència donada en el llibre.
Una fórmula equivalent a la d'Heró és aquesta:
{\displaystyle A={\frac {1}{2}}{\sqrt {a^{2}c^{2}-\left({\frac {a^{2}+c^{2}-b^{2}}{2}}\right)^{2}}}}
Va ser descoberta pels xinesos independentment dels grecs. Va ser publicada a Shushu Jiuzhang ("Tractat de Matemàtiques en Nou Seccions"), escrit per Qin Jiushao i publicat el A.D. 1247.

## Demostració
La demostració moderna fa servir l'àlgebra i la trigonometria i és força diferent de la que va donar Heró. Siguen a, b i c els costats del triangle i A, B i C els angles oposats a aquests costats. Es té
{\displaystyle \cos(C)={\frac {a^{2}+b^{2}-c^{2}}{2ab}}}
pel teorema del cosinus. A partir d'això, aplicant-hi la identitat trigonomètrica pitagòrica, tenim...
{\displaystyle \sin(C)={\sqrt {1-\cos ^{2}(C)}}={\frac {\sqrt {4a^{2}b^{2}-(a^{2}+b^{2}-c^{2})^{2}}}{2ab}}}.
L'altura del triangle respecte de la base a té longitud bsin(C), i d'aquí resulta
| {\displaystyle A\,} | {\displaystyle ={\frac {1}{2}}({\mbox{base}})({\mbox{alçària}})}                            |
|                     | {\displaystyle ={\frac {1}{2}}ab\sin(C)}                                                    |
|                     | {\displaystyle ={\frac {1}{4}}{\sqrt {4a^{2}b^{2}-(a^{2}+b^{2}-c^{2})^{2}}}}                |
|                     | {\displaystyle ={\frac {1}{4}}{\sqrt {(2ab-(a^{2}+b^{2}-c^{2}))(2ab+(a^{2}+b^{2}-c^{2}))}}} |
|                     | {\displaystyle ={\frac {1}{4}}{\sqrt {(c^{2}-(a-b)^{2})((a+b)^{2}-c^{2})}}}                 |
|                     | {\displaystyle ={\frac {1}{4}}{\sqrt {(c-(a-b))((c+(a-b))((a+b)-c))((a+b)+c)}}}             |
|                     | {\displaystyle ={\sqrt {s\left(s-a\right)\left(s-b\right)\left(s-c\right)}}.}               |
En dos passos diferents s'ha fet servir la identitat notable de la diferència de quadrats.

## Demostració fent servir el teorema de Pitàgores

Triangle amb altura h que talla la base c en d+(c−d).

La demostració original d'Heró fa servir quadrilàters cíclics, mentre que altres enfocaments usen la trigonometria com en la primera demostració, o l'incentre i un cercle tangent a un costat i la prolongació dels altres dos. L'argumentació que segueix redueix la fórmula d'Heró directament al teorema de Pitàgores, fent servir només mitjans elementals.
Expressant l'equació de la forma {\displaystyle 4A^{2}=4s\left(s-a\right)(s-b)(s-c)} (s'han multiplicat per dos i elevat al quadrat els dos cantons). El terme esquerre de la fórmula d'Heró és 
{\displaystyle \left(ch\right)^{2}} (donat que la base per l'altura és el doble de l'àrea), o
substituint {\displaystyle h^{2}=b^{2}-d^{2}} pel teorema de Pitàgores,
{\displaystyle \left(cb\right)^{2}-(cd)^{2}}
I el terme dret, tenint en compte que {\displaystyle \left(p+q\right)^{2}-(p-q)^{2}=4pq} queda
{\displaystyle (s(s-a)+\left(s-b\right)(s-c))^{2}} − {\displaystyle ((s\left(s-a\right)-(s-b)(s-c))^{2}}
A partir d'aquí es pot demostrar que
{\displaystyle cb=s\left(s-a\right)+(s-b)(s-c)}, i
{\displaystyle cd=s\left(s-a\right)-(s-b)(s-c)}.
La primera s'obté immediatament a base de substituir {\displaystyle \left(a+b+c\right)/2} per {\displaystyle s} i simplificant. Fent el mateix a la segona es transforma en {\displaystyle \left(b^{2}+c^{2}-a^{2}\right)/2}. A partir d'aquí, substituint {\displaystyle b^{2}} per {\displaystyle d^{2}+h^{2}} i {\displaystyle a^{2}} per {\displaystyle (c-d)^{2}+h^{2}}, tots dos per Pitàgores, i simplificant s'obté {\displaystyle cd} tal com calia.

## Estabilitat numèrica
La fórmula d'Heró tal com s'ha donat a dalt és numèricament inestable per a triangles amb un angle molt petit.
Una alternativa estable implica reordenar les longituds dels costats de forma que:
a ≥ b ≥ c
I calcular
{\displaystyle A={\frac {1}{4}}{\sqrt {(a+(b+c))(c-(a-b))(c+(a-b))(a+(b-c))}}.}
Els parèntesis de la fórmula són necessaris per a prevenir inestabilitat numèrica en l'avaluació.

## Generalitzacions
La fórmula d'Heró és un cas particular de la fórmula de Brahmagupta aplicada al càlcul de l'àrea d'un quadrilàter cíclic; i totes dues són casos particulars de la fórmula de Bretschneider per a l'àrea d'un quadrilàter. En tots dos casos la fórmula d'Heró s'obté com un cas particular en què la longitud d'un dels costats del quadrilàter és igual a zero.
La fórmula d'Heró també és un cas particular de la fórmula de l'àrea d'un trapezoide basada només en la longitud dels costats. La fórmula d'Heró s'obté en el cas particular en què el costat paral·lel més petit té longitud zero.
En trigonometria esfèrica, existeix una fórmula anàloga a la fórmula d'Heró que permet de calcular l'àrea d'un triangle esfèric a partir dels costats: ve donada pel teorema de l'Hulier. La fórmula d'Heró és un cas particular del teorema de l'Hulier en què el radi de l'esfera tendeix a infinit (i, per tant, la curvatura és zero).
Si s'expressa la fórmula d'Heró com un determinant en termes dels quadrats de les distàncies entre els tres vèrtex donats, tindrem:
{\displaystyle A={\frac {1}{4}}{\sqrt {\begin{vmatrix}0&a^{2}&b^{2}&1\\a^{2}&0&c^{2}&1\\b^{2}&c^{2}&0&1\\1&1&1&0\end{vmatrix}}}}
s'il·lustra la seva similitud a la fórmula de Tartaglia per al càlcul del volum d'un tetraedre irregular.